# 山田修 (建築家)
山田 修（やまだ おさむ、1929年1月31日-　）は、日本の建築家、韓国古文化研究家。
兵庫県伊丹市出身。1950年神戸工業専門学校卒。大阪市立工芸高等学校教諭。韓国古文化研究会主宰。1979年日本建築士連合会長賞受賞。大阪市立大学生活科学部・大阪市立デザイン教育研究所講師。修（しゅう）建築事務所主宰。伊丹市図書館協議会委員、伊丹市美術館協議会委員。1987年韓国観光公社賞、1998年釜山広域市建築士会功労牌、2002年駐大阪大韓民国総領事感謝状。

## 著書
- 『建築構造』学芸出版社 二級建築士合格指導 1967
- 『建築法規』学芸出版社 二級建築士合格指導 1967
- 『建築構造設計の力学』学芸出版社 1969
- 『だれにもわかる建築法規の実際』オーム社 1973
- 『図解建築構造設計の基礎知識 力学編』オーム社 1974
- 『図解鉄筋コンクリート・鉄骨構造設計の基礎知識 計算編』オーム社 1974
- 『建築構造(学科Ⅲ)の基礎知識 2級建築士への道』学芸出版社 1977
- 『建築法規(学科2)の基礎知識 2級建築士への道』学芸出版社 1977
- 『わかりやすい住まいの法律』相模書房 相模選書 1979
- 『わかる構造設計』学芸出版社 建築教室 1979
- 『建築法規読本』学芸出版社 1982
- 『韓国古寺探訪』学芸出版社 1983
- 『建築フレッシュマン講座 成功をめざす若い建築人の常識集』学芸出版社 1985
- 『図解建築法規の学び方』オーム社 1985
- 『図解建築法規の学び方』オーム社 1985
- 『韓国古刹ハイキング』相模書房 1988
- 『フレッシュ建築人をめざして ここが違うプロ達の生きざま』学芸出版社 1988
- 『図解建築構造設計の学び方』オーム社 1990
- 『韓国古寺探訪の魅力 古建築と石塔』学芸出版社 1991
- 『63語でわかる建築法規 法規に弱い人のためのビジュアルな入門書』学芸出版社 1993
- 『新しい住まいの法律 建築パトロール』相模書房 1994
- 『やさしい木構造の話』学芸出版社 1995
- 『やさしい建築の構造力学』オーム社 1996
- 『やさしい建築の構造設計計算 RC構造・S構造』オーム社 1998
- 『木造住宅監理の話』学芸出版社 1999
- 『初めての<建築>数学』学芸出版社 2002
- 『建築のウンチク』学芸出版社 2005
- 『続・建築のウンチク』学芸出版社 2006

### 共著
- 『建築構造計算Ⅰ演習300題』土屋信共著 学芸出版社 1966
- 『建築法規実務マニアル』伊原敬二共著 学芸出版社 1972